# Баран, Михаил Лукич
Михаи́л Луки́ч Бара́н (20 октября 1884, село Скала (ныне в Тернопольской области, Украина) — 3 ноября 1937, Сандармох) — украинский общественно-политический и военный деятель. Участник революционного движения на Западной Украине.

## Биография
Родился 20 октября 1884 года в селе Скала (ныне в Тернопольской области, Украина). По национальности украинец.
Окончил Тернопольскую гимназию, физико-математический факультет Черновицкого университета, одногодичные курсы Львовской торговой академии. В 1903 году вступил в Украинскую социал-демократическую партию.
После начала Первой мировой войны добровольно в августе 1914 года вступил в Легион Украинских сечевых стрельцов. С сентября 1914 года — командир сотни в боях на российском фронте. В конце декабря 1914 года попал в плен близ села Гутари и оказался в России. После Февральской революции 1917 года вступил в ряды РКП(б). Летом 1918 года работал в «нейтральной зоне», организовывал повстанческие отряды для борьбы против австро-германских оккупантов. После создания Украинской советской армии — один из организаторов и первых командиров Таращанского полка. По неизвестным причинам оставил военную деятельность в Первой украинской советской дивизии.
Один из основателей Коммунистической партии Восточной Галиции (КПСГ, с 1923 года — Коммунистическая партия Западной Украины). После перехода Украинской Галицкой Армии в феврале 1920 года на сторону советской власти, назначается командиром первой бригады Красной Украинской Галицкой Армии, которая принимала участие в боях на польском фронте. В апреле того же года бригада фактически прекратила существование в боях под Махновкой (в советское время — село Комсомольское Винницкой области), и Михаил Баран возвращается в ряды 1-го полка 44-й дивизии.
В июле 1920 года Барана назначили заместителем председателя Галицкого революционного комитета (Галревкома), в августе избрали членом Политбюро ЦК КПСГ. Автор и редактор деклараций, декретов и других законодательных актов Галревкома, ряда статей в журнале «Галицкий коммунист».
В 1920—1921 годах Баран принимал участие в подготовке Рижского мирного договора.
Позже Баран находился на партийной и административной работе, возглавлял высшие учебные заведения Киева и Харькова, в частности был ректором Киевского института народного хозяйства (03.03.1925 — 01.09.1926), преподавателем Киевского медицинского института, заведующим кафедры Киевского института профессионального образования, работал в аппарате ЦК КП(б)У. В 1932—1933 годах Баран был директором Киевского филиала Института литературоведения ВУАН.
В 1933 году был репрессирован. Казнён 3 ноября 1937 года органами НКВД СССР в урочище Сандармох — близ города Медвежьегорск в Карелии. В 1956 году реабилитирован.